# Алехін Олексій Олександрович
Олексій Олександрович Алехін (1888 — серпень 1939, Харків) — російський, радянський (український) шахіст, старший брат четвертого чемпіона світу Олександра Алехіна.

## Життєпис
Олексій Алехін народився 1888 року. Його батько, Олександр Іванович Алехін (1856—1917), був Воронезьким губернським предводителем дворянства і володів маєтком поруч з Касторним у Землянському повіті Воронезької губернії, мати Онисія Іванівна (1861—1915) була дочкою багатого текстильного фабриканта Прохорова, власника «Трьохгірної мануфактури». Алехіни були дворянським родом, прапрапрадід по материнській лінії Іван Прохорович Прохоров був монастирським селянином Троїце-Сергіївської лаври.
Олексій Алехін був старшим братом Олександра Алехіна, четвертого чемпіона світу. Його, як і його брата, грі в шахи навчила грати мати. В дитинстві він часто грав з братом Олександром. Пізніше Олексій, як і його брат, почав грати в турнірах за листуванням, що сприяло шаховому вдосконаленню. Олексій став переможцем міжнародного турніру, який проводився швейцарським шаховим журналом в період 1908—1909 рр. (+16-0=8).
У 1902 році Олексій зіграв унічию з американським маестро Гаррі Пільсбері, який відвідав Москву в 1902 році та провів у шаховому клубі сеанс одночасної гри наосліп на 22 шахівницях..
Олексій був учасником ряду шахових турнірів, які проводилися у Москві, зокрема: 1907 рік — розділив 4 місце, 1913 — 3 місце (переміг Олдржих Дурас), 1915 рік — розділив 3 місце.
З 1913 по 1916 рік був редактором шахового журналу «Шаховий вісник».
Після жовтневого перевороту перебрався у Харків, брав активну участь у шаховому житті України. Триразовий чемпіон Харкова 1922 року (8 із 10 очок, спільно з Фрейдбергом), 1924 (9 із 12, спільно з Григоренком) та 1925 року (7 із 9, спільно з Григоренком). У 1924 році очолив Харківську обласну шахову секцію ВСФК України. Багато в чому завдяки ньому Харків став великим шаховим центром.
Учасник трьох чемпіонатів України, найкращий результат — поділ 4-5 місць у 1925 році.
У жовтні 1920 року Олексій посів третє місце у турнірі аматорів, що проходив у Москві, а його брат Олександр виграв там турнір «Всеросійська шахова олімпіада 1920», який згодом визнали першим чемпіонатом СРСР.
У 1927 році опублікував (можливо, вимушено) заяву, в якій засуджував антирадянські висловлювання брата на зборах російських емігрантів у Парижі.

## Турнірні результати

### Чемпіонати України
Олексій Алехін зіграв у 3-х фінальних турнірах чемпіонатів України, набравши загалом 15 очок із 34 можливих (+5-9=20).
| Рік  | Місто   | Турнір                | + | − | = | Результат | Місце |
| ---- | ------- | --------------------- | - | - | - | --------- | ----- |
| 1925 | Харків  | 2-й чемпіонат України | 1 | 2 | 5 | 3½ з 8    | 4 — 5 |
| 1926 | Одеса   | 3-й чемпіонат України | 1 | 4 | 6 | 4 з 11    | 11    |
| 1927 | Полтава | 4-й чемпіонат України | 3 | 3 | 9 | 7½ з 15   | 7 — 8 |

### Інші турніри
| Рік  | Місто  | Турнір            | + | − | = | Результат | Місце |
| ---- | ------ | ----------------- | - | - | - | --------- | ----- |
| 1921 | Харків | Чемпіонат Харкова |   |   |   | 8 з 11    | — 4   |
| 1922 | Харків | Чемпіонат Харкова |   |   |   | 8 з 10    | Gold  |
| 1924 | Харків | Чемпіонат Харкова |   |   |   | 9 з 12    | Gold  |
| 1925 | Харків | Чемпіонат Харкова | 5 | 0 | 4 | 7 з 9     | Gold  |
| 1927 | Харків | Чемпіонат Харкова | 6 | 2 | 5 | 8½ з 13   | — 4   |